# Bridge of Forter
Die Bridge of Forter ist eine Straßenbrücke in der schottischen Council Area Angus. 1971 wurde das Bauwerk in die schottischen Denkmallisten in der Kategorie B aufgenommen.
Die Brücke ist nicht zu verwechseln mit der Forter Bridge, die rund einen Kilometer südwestlich einen Bach überspannt.

## Beschreibung
Das exakte Baujahr der Bridge of Forter ist nicht überliefert. Historic Environment Scotland datiert den Bauzeitraum auf das späte 18. bis frühe 19. Jahrhundert. Die Brücke ist damit deutlich jünger als das nebenliegende Forter Castle und steht mit diesem nicht in Verbindung.
Der Mauerwerksviadukt überspannt den Oberlauf des Isla wenige hundert Meter südöstlich des Tower House Forter Castle mit einem ausgemauerten Segmentbogen. Das Mauerwerk der Bogenbrücke besteht aus grob behauenem Bruchstein. Eine flache Brüstung begrenzt die Fahrbahn. Sie fächert zu den Anfahrten beidseitig auf.
Die Bridge of Forter führt eine untergeordnete Straße von geringer infrastruktureller Bedeutung über den Isla.